# يوهانا اولوفسون
يوهانا اولوفسون (بالسويدية: Johanna Olofsson)‏ هي لاعبة هوكي الجليد سويدية، ولدت في 13 يوليو 1991 في Storuman ‏ في السويد.

## وصلات خارجية
- يوهانا اولوفسون على موقع EliteProspects.com (الإنجليزية)
- يوهانا اولوفسون على موقع Eurohockey.com (الإنجليزية)
- يوهانا اولوفسون على موقع أوليمبيديا (الإنجليزية)
- يوهانا اولوفسون على موقع اللجنة الأولمبية السويدية (السويدية)